# Reino Laine

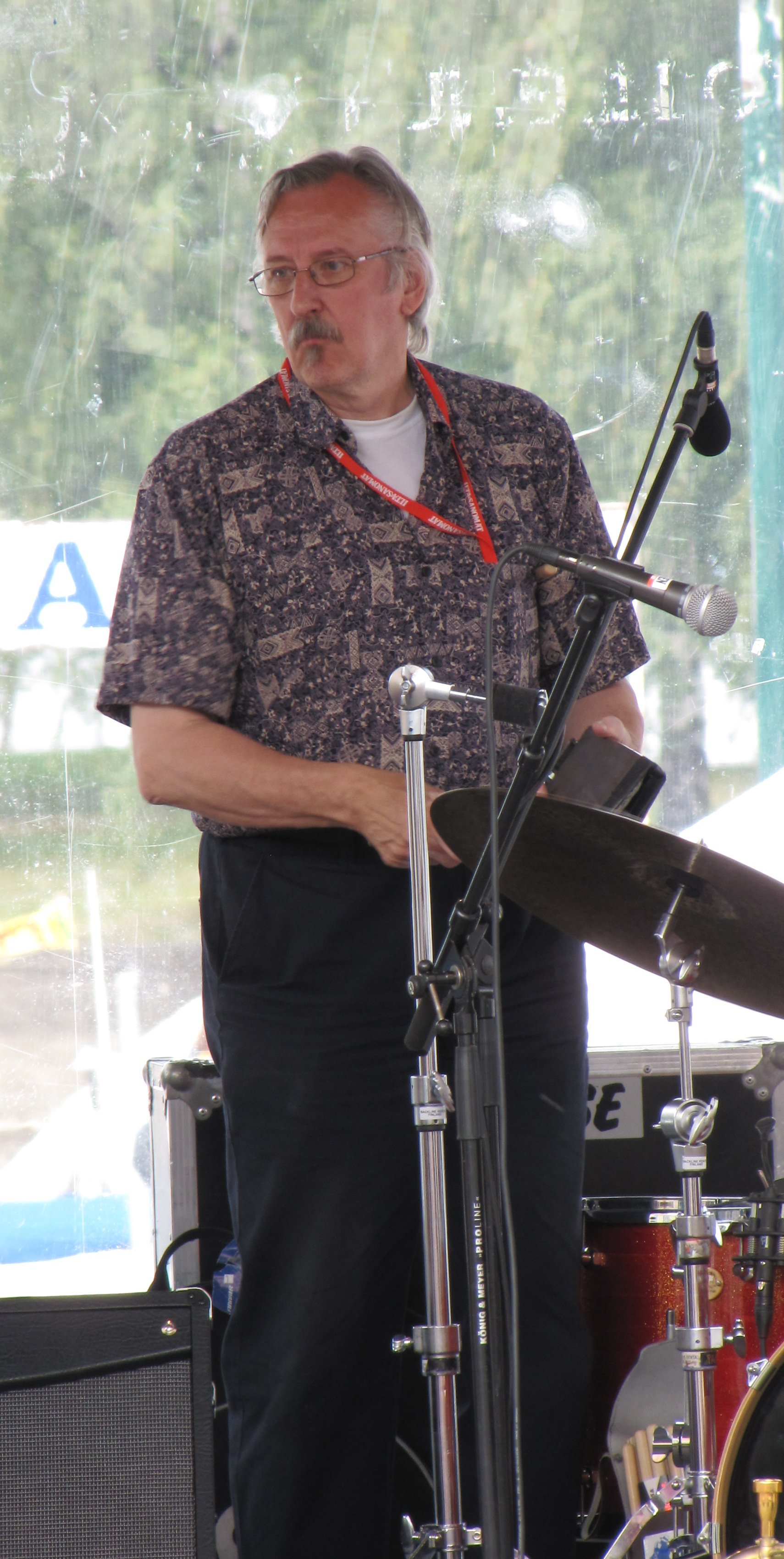
Reino Laine

Reino Kalevi „Reiska“ Laine (* 11. Juli 1946 in Helsinki) ist ein finnischer Jazzschlagzeuger und Politiker.
Laine begann seine professionelle Laufbahn im Alter von 19 Jahren. Ein Jahr lang lebte er in den USA, wo er u. a. mit Dexter Gordon, Clifford Jordan und Charlie Mariano arbeitete. Beim Montreux Jazz Festival 1968 trat er mit Pekka Pöyry auf, im Folgejahr mit Eero Koivistoinen. Mit dessen Band gewann er den ersten Preis im Wettbewerb der Jazzbands, was einen Auftritt beim Newport Festival nach sich zog. Beim jährlichen Pori Jazz Festival trat er regelmäßig mit Ted Curson auf.
Mitte der 1980er Jahre gehörte er Juhani Aaltonens The Finnish Middle Aged All Stars an. Für eine Reihe von Konzerten anlässlich der fünfundsiebzigjährigen Bestehens des Finnischen Musikerverbandes 1992 gründete er mit Eero Koivistoinen, Jukka Perko, Seppo Kantonen und Heikki Virtanen die Reiska Laine Band.
Daneben war Laine Mitglied im Vorstand der Finnischen Jazzföderation und des Finnischen Jazzarchivs, der Popmusiker-Union und des National Council of Music. Laine war auch als Abgeordneter für das Linksbündnis im finnischen Parlament tätig.